# Helicopis saturnus
Helicopis saturnus är en fjärilsart som beskrevs av Le Moult 1940. Helicopis saturnus ingår i släktet Helicopis och familjen Riodinidae. Inga underarter finns listade i Catalogue of Life.